# Лісовосорочинська сільська рада
Лісовосоро́чинська сільська́ ра́да — адміністративно-територіальна одиниця та орган місцевого самоврядування у Прилуцькому районі Чернігівської області. Адміністративний центр — село Лісові Сорочинці.

## Загальні відомості
Лісовосорочинська сільська рада утворена у 1920 році.
- Територія ради: 34,675 км²
- Населення ради: 605 осіб (станом на 2001 рік)

## Населені пункти
Сільській раді підпорядковані населені пункти:
- с. Лісові Сорочинці
- с. Стрільники

## Склад ради
Рада складалася з 14 депутатів та голови.
- Голова ради: Іваншина Ірина Вікторівна
- Секретар ради: Волошенко Ірина Василівна

### Керівний склад попередніх скликань
| Прізвище, ім'я, по батькові | Основні відомості                                   | Дата обрання | Дата звільнення |
| --------------------------- | --------------------------------------------------- | ------------ | --------------- |
| Іваншина Ірина Вікторівна   | Сільський голова, 1976 року народження, освіта вища | 26.03.2006   | 31.10.2010      |
| Іваншина Ірина Вікторівна   | Сільський голова, 1976 року народження, освіта вища | 31.10.2010   |                 |

Примітка: таблиця складена за даними сайту Верховної Ради України

### Депутати
За результатами місцевих виборів 2010 року депутатами ради стали:

#### За суб'єктами висування
| Суб'єкт висування            | Кількість обраних депутатів | %    |
| ---------------------------- | --------------------------- | ---- |
| Самовисування                | 11                          | 78,6 |
| Соціалістична партія України | 3                           | 21,4 |

#### За округами
| № округу                     | Прізвище, ім'я, по батькові     | Дата визнання обраним | Освіта             | Партійна приналежність             | Відомості про обраного депутата                               |
| ---------------------------- | ------------------------------- | --------------------- | ------------------ | ---------------------------------- | ------------------------------------------------------------- |
| Соціалістична партія України |                                 |                       |                    |                                    |                                                               |
| 1                            | Бодько Євгеній Олександрович    | 02.11.2010            | середня спеціальна | член Соціалістичної партії України | Прилуцьке відділення електрозв'язку, електромонтер            |
| 10                           | Бодько Юлія Григорівна          | 02.11.2010            | середня            | член Соціалістичної партії України | тимчасово не працює                                           |
| 11                           | Литвинчук Юлія Василівна        | 02.11.2010            | середня            | член Соціалістичної партії України | Прилуцький районний територіальний центр, соціальний робітник |
| Самовисування                |                                 |                       |                    |                                    |                                                               |
| 2                            | Уляновська Наталія Миколаївна   | 02.11.2010            | вища               | позапартійна                       | Лісовосорочинська сільська рада, секретар                     |
| 3                            | Каленіченко Олеся Володимирівна | 02.11.2010            | середня            | позапартійна                       | приватне підприємство                                         |
| 4                            | Каптуренко Катерина Василівна   | 02.11.2010            | середня спеціальна | позапартійна                       | Лісовосорочинська сільська рада, завідувачка сільського клубу |
| 5                            | Козуб Світлана Михайлівна       | 02.11.2010            | вища               | позапартійна                       | Лісовосорочинська загальноосвітня школа І-ІІІ ст., вчитель    |
| 6                            | Завада Ганна Іванівна           | 02.11.2010            | середня спеціальна | позапартійна                       | ТОВ «Прилуцький Хлібодар», доярка                             |
| 7                            | Коваленко Тетяна Миколаївна     | 02.11.2010            | середня            | позапартійна                       | тимчасово не працює                                           |
| 8                            | Баюра Тетяна Олександрівна      | 02.11.2010            | середня спеціальна | позапартійна                       | тимчасово не працює                                           |
| 9                            | Козлова Наталія Сергіївна       | 02.11.2010            | вища               | позапартійна                       | Прилуцька РДА, юрист                                          |
| 12                           | Каленіченко Володимир Борисович | 02.11.2010            | середня спеціальна | позапартійний                      | Кам'янське лісництво, єгер                                    |
| 13                           | Ковальов Володимир Олегович     | 02.11.2010            | середня спеціальна | позапартійний                      | тимчасово не працює                                           |
| 14                           | Іваншина Ірина Вікторівна       | 02.11.2010            | середня            | позапартійна                       | Лісовосорочинське відділення зв'язку, листоноша               |